# Villa Minetti
Villa Minetti is een plaats in het Argentijnse bestuurlijke gebied Nueve de Julio in de provincie Santa Fe. De plaats telt 4.921 inwoners.